# Centrale del latte di Brescia
La centrale del latte di Brescia è un'azienda lattiero casearia con sede a Brescia.
La storia di Centrale ha inizio nel 1931 e parte dal latte. Scopo della centrale del latte di Brescia era infatti assicurare ai cittadini il controllo igienico di questo alimento e garantirne ogni giorno la distribuzione. Una missione storica, alla quale l'azienda non è mai venuta meno. Dal 1931 a oggi infatti, comprendendo il periodo di guerra, la Centrale del Latte di Brescia non ha mai interrotto la propria produzione, nemmeno per un giorno.

## La storia
Nel 1929 su volere del regio decreto n. 994 del 29 maggio nasce la Centrale del Latte di Brescia (il nome dell'epoca era Centrale comunale del latte) , società municipalizzata del comune di Brescia, i cui lavori di realizzazione vengono ultimati nel 1930. L'inizio vero e proprio dell'attività produttiva si ha a partire dal 1931 con la distribuzione capillare del latte fresco in più punti di rivendita cittadini.
La distribuzione di latte continua anche durante la seconda guerra mondiale. Centrale del Latte di Brescia conosce negli anni sessanta un'epoca di grande sviluppo e vede raddoppiare il volume di produzione di latte, portando alla necessità della costruzione di nuovi impianti. Nel 1962, viene introdotto un nuovo reparto di confezionamento basato su contenitori a perdere in cartone accoppiato della Tetra Pak, che sostituiscono le iniziali bottiglie in vetro e si affermano tra i bresciani con il nome di " Triangolo".
Nel 1963 la Centrale inizia la produzione di latte a lunga conservazione dotandosi del primo impianto U.H.T. in Italia.
Nel 1996 l'azienda cambia denominazione da "Società comunale del latte" a "Centrale del Latte di Brescia S.p.A." trasformandosi così da azienda comunale (gestita in economia) in società per azioni.
Nel 1998 inizia la distribuzione delle buste di insalata quarta gamma.
Nel 2001 il latte fresco viene confezionato in bottiglie in PET. Nel 2005 nasce il latte microfiltrato. Dal 2009 Centrale avvia la produzione di latte alta digeribilità, rivolto a chi è intollerante al lattosio. Prima viene lanciato il latte UHT a lunga conservazione e poi, nel 2010, il latte pastorizzato microfiltrato. Nel 2012 inizia la produzione di affettati in vaschetta.
Nel 2015 viene inaugurato il nuovo reparto produttivo, sempre in via Lamarmora.
A ottobre 2020 Centrale annuncia il confezionamento del latte in bottiglie la cui plastica PET è realizzata con il 50% di PET riciclato (RPET).

## I prodotti
Centrale si caratterizza per la produzione di latte fresco, latte microfiltrato, latte U.H.T. a lunga conservazione, mascarpone, panna fresca, Yogelè (un semilavorato pronto all'uso a base di yogurt) e Recappuccio.
- yogurt
- formaggi, come stracchino, robiola, ricotta, mozzarella, formaggio grattugiato
- uova e ovoprodotti
- burro
- verdure IV gamma
- prodotti biologici (latte UHT, mascarpone, burro, mozzarella, spremuta)
- affettati in vaschetta
- gnocchi.
- Prodotti linea HO.RE.CA.